# 大五川站
大五川站（韓語：대오천역）是朝鮮民主主義人民共和國两江道雲興郡大五是川勞動者區的一個鐵路車站，属于白头山青年线和五是川线。

## 歷史
- 1937年11月1日：落成啟用[2]。

## 邻近车站
白头山青年线
深浦里站 - 大五川站 - 劍山里站
五是川线
大五川站 - 五是川站